# 南千歳駅

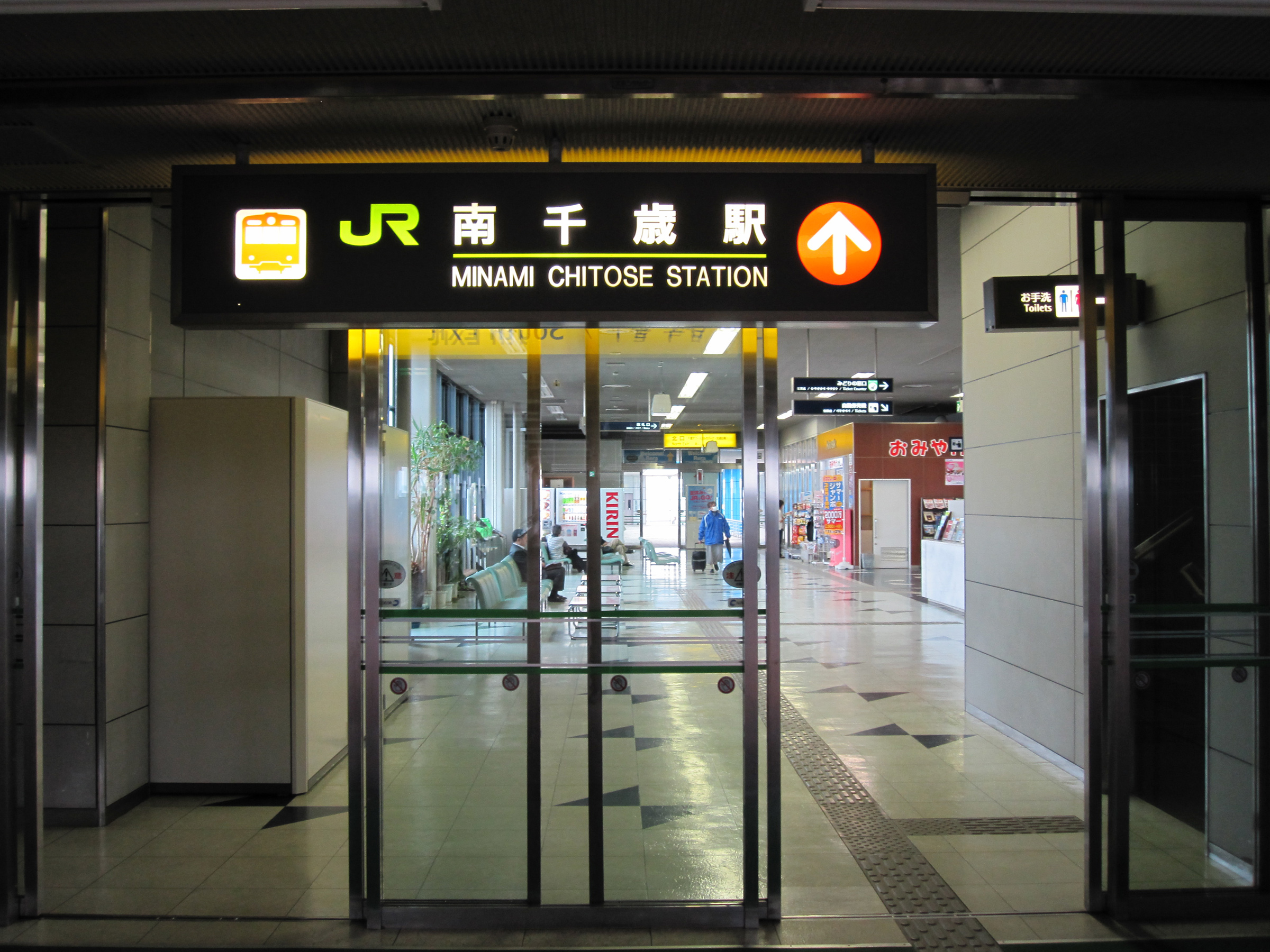
国道36号側の出入口（2011年7月）

南千歳駅（みなみちとせえき）は、北海道千歳市平和にある北海道旅客鉄道（JR北海道）の駅である。駅番号はH14。電報略号はミセ。事務管理コードは▲131414。

## 概要
所属線である千歳線に加えて当駅を起点とする石勝線が乗り入れ、千歳線は加えて新千歳空港駅へ向かう支線（通称：空港支線）の分岐駅でもある。ただし、石勝線列車も含めて当駅を始終着とする列車は存在しない。
特急列車を含む全旅客列車が停車する。

## 歴史

### 千歳線・追分線分岐位置の決定
石勝線のうち南千歳駅 - 追分駅間にあたる建設線、追分線は、1922年（大正11年）に鉄道敷設法別表第137号に記載され予定線となった際には、白石 - 広島 - 追分間の鉄道として規定されたが、広島 - 追分間で通過することになる長沼付近の湿地帯を避ける都合から、実際の建設は千歳駅の苫小牧方2.9 km の千歳空港（当時）ターミナルビル付近（苗穂起点44.080 km地点）で千歳線から分岐し、追分駅へ向かう計画となった。
こうして、追分線は千歳空港 - 追分間で1965年（昭和40年）12月28日に運輸大臣より建設認可が下りることとなったが、千歳線との分岐点については当初日本鉄道建設公団（以下公団）と国鉄北海道総局との間で旅客駅新設の意向で進んでいたものの、国鉄本社の意向により当駅部分については認可されず、千歳空港駅起点600m地点からの認可となった。

### 千歳空港駅認可と信号場への変更認可
追分線は1968年（昭和43年）10月開業を目指していたものの、財政硬直化などを理由に建設工事は遅延していたが、その中で分岐位置が千歳空港ターミナルビルに至近であることや、空港利用客の増加を理由として、追分線建設認可から9年が経過した1974年（昭和49年）6月17日に至り、運輸大臣から変更認可が下り、分岐点は千歳空港駅として建設されることとなった。
しかし、認可直後の11月29日に国鉄北海道総局より公団札幌支社長に対し、千歳空港駅は「諸般の情勢から」信号場としたい、との申し入れがあり、1975年（昭和50年）1月に公団本社に信号場への変更を上申、1977年（昭和52年）6月24日に千歳空港信号場として運輸大臣により変更認可された。この「諸般の情勢から」については国鉄の要員問題があったとされるほか、当時の関係者により、この時の国鉄北海道総局長の「商売敵である航空会社さんにお手伝いすることはやれない」との意向によるものであった、とされている。

### 再度の旅客駅化決定
しかし、変更認可申請の途上で国鉄北海道総局長は交代し、信号場への変更認可もおりていない1976年（昭和51年）11月に、国鉄北海道総局は再度旅客駅として設置の方向に転換し、国鉄北海道総局は公団札幌支社へ旅客駅への変更について要請した。これは、既に対本州輸送、特に対首都圏で国鉄は航空輸送に対し劣勢（すでに対本州輸送の9割超が航空であった）であることを踏まえて、1980年（昭和55年）10月に予定されていた千歳線・室蘭本線室蘭電化・石勝線開通と同時に、道内都市間輸送の体系を青函連絡船に接続する函館中心から千歳空港を近郊に有する札幌中心に転換し、空路と鉄路の協調による都市間輸送のシェア確保を目指す方針に舵を切ったこと、石勝線としても航空機から道東方面への乗り継ぎ需要により輸送増が見込めることがが大きな要因であった。合わせて、当時千歳空港利用客が増える中で、対札幌アクセスシェアで約6割を占めていた連絡バスは、札幌市内の渋滞から定時運行がままならず、定時性に優れたアクセス交通が望まれていたこと、石勝線開通に伴い道東方面との営業キロが短縮されることに伴う収入減を空港アクセスに参入することで補填したい、という思惑も旅客駅化を後押しした。
その後も1977年（昭和52年）から1979年（昭和54年）にかけ国鉄北海道総局と公団札幌支社、および国鉄本社と公団本社の協議が進められ、1979年（昭和54年）9月7日の3回目の変更認可で再び千歳空港駅の新設が決定した。

### 開業後の経過
その後、千歳空港駅は当初予定通り、千歳線電化開業と同時の1980年（昭和55年）10月1日に開業した。これは日本国有鉄道初の空港連絡駅であり、駅と千歳空港旅客ターミナルビルの間には国道36号を跨ぐ全長248 m、幅5 mの連絡歩道橋が初めて設置された。なお、石勝線については総合的な工期・予算の都合から開業が1年延期され、1981年（昭和56年）10月1日に開業している。
1992年（平成4年）、新千歳空港の新旅客ターミナルビルが開業し、合わせて当駅から新千歳空港駅までの千歳線支線が開業。これにより千歳空港時代からの旅客ターミナルビルは廃止となり、当駅の駅名も南千歳駅と改称された。以後も札幌方面と新千歳空港・道南・道東の各方面の結節点としての役割を担う主要駅となっている。なお、旧ターミナルビルは1995年（平成7年）3月にオープンした商業施設NEWSとして活用していたが、営業不振によって1998年（平成10年）3月に閉鎖され、当駅から同施設への連絡歩道橋も国道直上部分を残し撤去された。

### 年表
- 1965年（昭和40年）12月28日：追分線、運輸大臣より建設認可。千歳線苗穂起点44 k 080 m地点を起点とすることとなったが、分岐部分の停車場欄は記載なしとなる[5]。
- 1967年（昭和42年）7月24日：千歳空港駅設置について日本鉄道建設公団（以下、公団）札幌支社より公団本社に上申[5]。
- 1968年（昭和43年）7月22日：千歳空港駅設置本協議を経て追分線の工事実施計画変更認可を申請するが、いったん保留となる[5]。
- 1973年（昭和48年）7月25日：石勝線（追分線・紅葉山線・狩勝線）の工事実施計画変更認可申請を公団札幌支社より公団本社に上申、千歳空港駅については公団・国鉄の本社間協議となった[5]。
- 1974年（昭和49年）
  - 1月26日：千歳空港駅について公団・国鉄の本社間協議により旅客駅とする方針となる[5]。
  - 6月14日：運輸大臣により、追分線工事実施計画変更認可。千歳空港駅設置も認可となる[5][9][6]。
  - 9月30日：石勝線（追分線・紅葉山線・狩勝線）の旅客駅の確定について、再度国鉄北海道総局と公団札幌支社で詰めるよう指示があり、旅客駅とすることで合意[5]。
  - 11月29日：国鉄北海道総局長より公団札幌支社長へ、千歳空港駅の信号場化の申し入れ[6][5]。
- 1975年（昭和50年）1月24日：公団札幌支社より、千歳空港駅他の旅客駅信号場化について上申[5]。
- 1976年（昭和51年）11月1日：国鉄北海道総局長から公団札幌支社長に千歳空港信号場の旅客駅に変更する要請[6][5]。
- 1977年（昭和52年）
  - 6月24日：運輸大臣により、石勝線（追分線・紅葉山線・狩勝線）工事実施計画変更認可。千歳空港は信号場として認可[5]。
  - 9月28日：国鉄・公団間で連絡設備協定を締結。この時点では信号場[5]。
  - 12月3日：国鉄北海道総局長が公団本社に来社。公団副総裁と理事2名に千歳空港信号場の旅客駅への変更を要請[5]。

- 1978年（昭和53年）8月7日：国鉄北海道総局長から公団札幌支社長あてに千歳空港信号場の旅客駅への変更を要請する公文書が届く[5]。
- 1979年（昭和54年）
  - 1月10日：国鉄北海道総局長と公団札幌支社長による変更協議[5]。
  - 5月16日：国鉄本社と公団本社による変更協議[5]。
  - 8月28日：運輸省に千歳空港信号場の旅客駅への変更を上申[5]。
  - 9月7日：追分線工事実施計画変更認可。千歳空港信号場は千歳空港駅（旅客駅）として認可[6][5]。
  - 12月11日：千歳空港駅新設工事着工、同日起工式[5]。
- 1980年（昭和55年）
  - 5月1日：連絡歩道橋工事着工[10]。
  - 8月30日：国鉄による設備監査を実施[5]。
  - 9月：駅舎竣工[6]。道内の鉄道駅では初の昇り専用エスカレーター、航空会社のサービスに準じたオープンカウンター式の案内・券売窓口、新幹線駅と同様のフラップ式発車案内板を備えた[新聞 2]。
  - 10月1日：日本国有鉄道（国鉄）千歳線電化開業に合わせ、千歳空港駅として開業[新聞 1][11][5]。旅客のみ取扱い[11]。開業セレモニーに際し、岡田奈々が「一日駅長」を務める[6]。
- 1981年（昭和56年）
  - 10月1日：石勝線開業[新聞 3]。当駅が起点となる。1・2番線ホーム（現在の3・4番線ホーム）上に「石勝線0哩標」のモニュメント設置[6]。
  - 11月2日：苫小牧の駅弁業者まるい弁当が当駅での駅弁販売を開始。3・4番線ホーム（現在の1・2番線ホーム）上に駅弁販売ブースを設ける[6]。
- 1987年（昭和62年）
  - 4月1日：国鉄分割民営化により北海道旅客鉄道（JR北海道）が継承[12]。
  - 9月：新千歳空港方面への支線を着工[9]。
- 1992年（平成4年）
  - 3月16日：新千歳空港駅開業後に南千歳駅への駅名改称を決定[新聞 4]。
  - 7月1日：新千歳空港駅の開業と同時に南千歳駅と改称[新聞 5]。ホーム番線を国道36号側から1番 - 4番線であったものを、現在の北口側から1番 - 4番線に変更。
- 1998年（平成10年）
  - 12月：東口連絡通路「アルカディア自由通路」供用開始[6]。
  - 12月27日：自動改札機を設置し、供用開始[13]。
- 2001年（平成13年）2月：千歳空港旧ターミナルビル連絡歩道橋を解体[14][6]。
- 2006年（平成18年）6月11日：簡易自動改札機を開閉式の自動改札機に置き換え。
- 2008年（平成20年）10月25日：ICカードKitaca使用開始（石勝線では利用不可）[15]。
- 2019年（平成31年）
  - 1月7日：話せる券売機が導入される[報道 1]。
  - 3月16日：特急「スーパー北斗」23号[注釈 4]が当駅を通過し、千歳駅に停車するようになる[報道 2]。
- 2021年（令和3年）
  - 1月21日：トマム駅からの列車利用時に限り「QRコード乗車駅証明書」による精算機の自動精算を行うサービスが利用可能となる[報道 3]。
  - 3月13日：特急「北斗」23号[注釈 4]の運転取りやめに伴い、当駅を通過する特急「北斗」が再び設定されなくなる[報道 4][報道 5]。
- 2022年（令和4年）3月31日：キヨスクが閉店。

## 駅構造

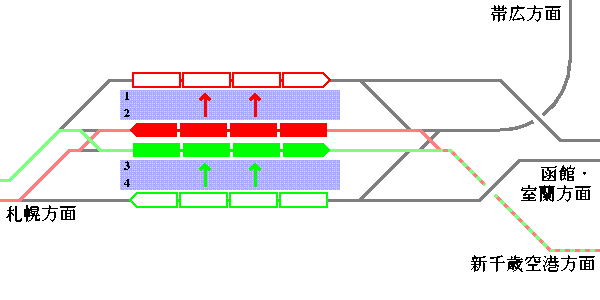
2020年3月13日までの南千歳駅の配線図

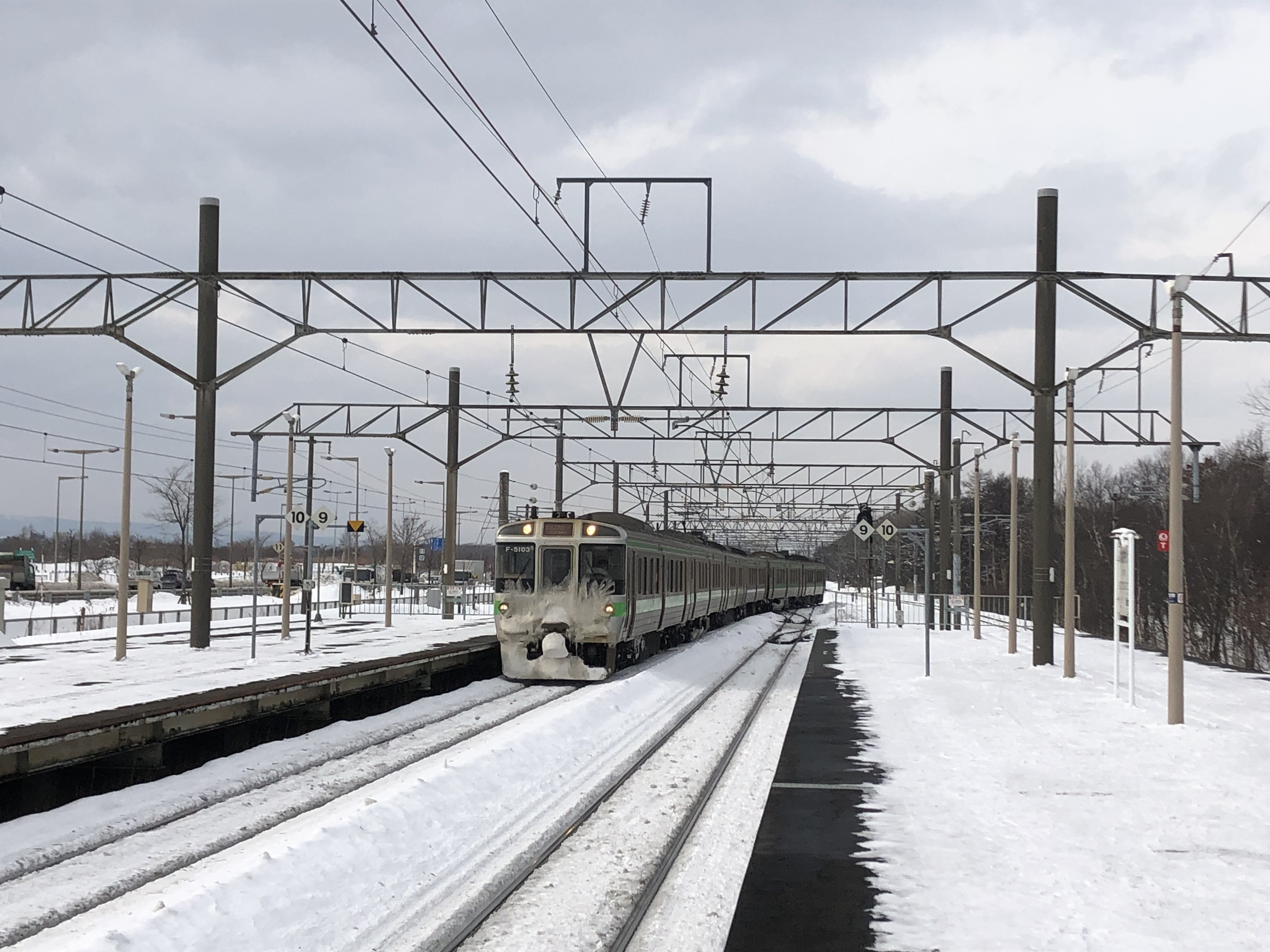
南千歳駅に進入する新千歳空港行の快速エアポート。札幌方の両渡り線を渡って右側進行で3番線に入っている。2019年2月撮影。

島式ホーム2面4線を有する橋上駅。ホームには乗換客向けの待合室を設置している。
2020年3月13日までは、快速「エアポート」は朝晩の列車を除いて基本的に2・3番線へ右側通行で進入していた。このことにより、新千歳空港と苫小牧・東室蘭・函館方面、および石勝線トマム・帯広・釧路方面の利用客が同一ホーム上で対面乗り換えをすることが可能だった。同年3月14日より、一部列車を除いて2・3番線へ左側通行で進入する形式がとられており、新千歳空港方面から特急への乗り換えには、跨線橋やエレベーターを利用する必要がある。
終日社員配置駅。みどりの窓口・自動券売機・話せる券売機・自動改札機設置。1・2番ホームには駅弁売場がある。
当駅を発車した新千歳空港行きの列車は、駅南方にある坑口から単線のトンネルに入って新千歳空港駅へ向かう。通常地下へ向かうトンネルは勾配を下り、地表下の坑口からトンネル本体に入る構造であるが、積雪寒冷地の北海道では冬季間に雪でトンネル坑口が埋まってしまう恐れがあるため、下り勾配が始まる地点に坑口を設けてスノーシェルター機能を兼ね備えている。
千歳空港駅の時には、札幌方面からの列車には特急・快速・普通で当駅止まりが多数設定されていた他、一部列車は4番線（現1番線）到着後に次の美々駅（現在の美々信号場）まで回送してから1番線（現4番線）に着発する扱いが行われていた。

### のりば
| 番線 | 路線    | 路線    | 方向 | 行先                         | 備考                                                                 |
| ---- | ------- | ------- | ---- | ---------------------------- | -------------------------------------------------------------------- |
| 1    | ■千歳線 | 本線    | 上り | 苫小牧・室蘭・函館方面       | 苫小牧方面への列車はすべてこのホームに発着する（待避線なし）         |
| 1    | ■千歳線 | 支線    | 上り | 新千歳空港方面               | 一部列車                                                             |
| 1    | ■石勝線 | ■石勝線 | 下り | 追分・新夕張・帯広・釧路方面 |                                                                      |
| 2    | ■千歳線 | 本線    | 下り | 札幌・小樽方面               | 新千歳空港方面から（一部列車）                                       |
| 2    | ■千歳線 | 支線    | 上り | 新千歳空港方面               |                                                                      |
| 2    | ■石勝線 | ■石勝線 | 下り | 追分方面                     | 一部列車                                                             |
| 3    | ■千歳線 | 本線    | 下り | 札幌方面                     | 新千歳空港方面からの列車は原則このホームに発着する                   |
| 3    | ■千歳線 | 支線    | 上り | 新千歳空港方面               | 一部列車                                                             |
| 4    | ■千歳線 | 本線    | 下り | 札幌・小樽方面               | 苫小牧・追分方面からの列車はすべてこのホームに発着する（待避線なし） |

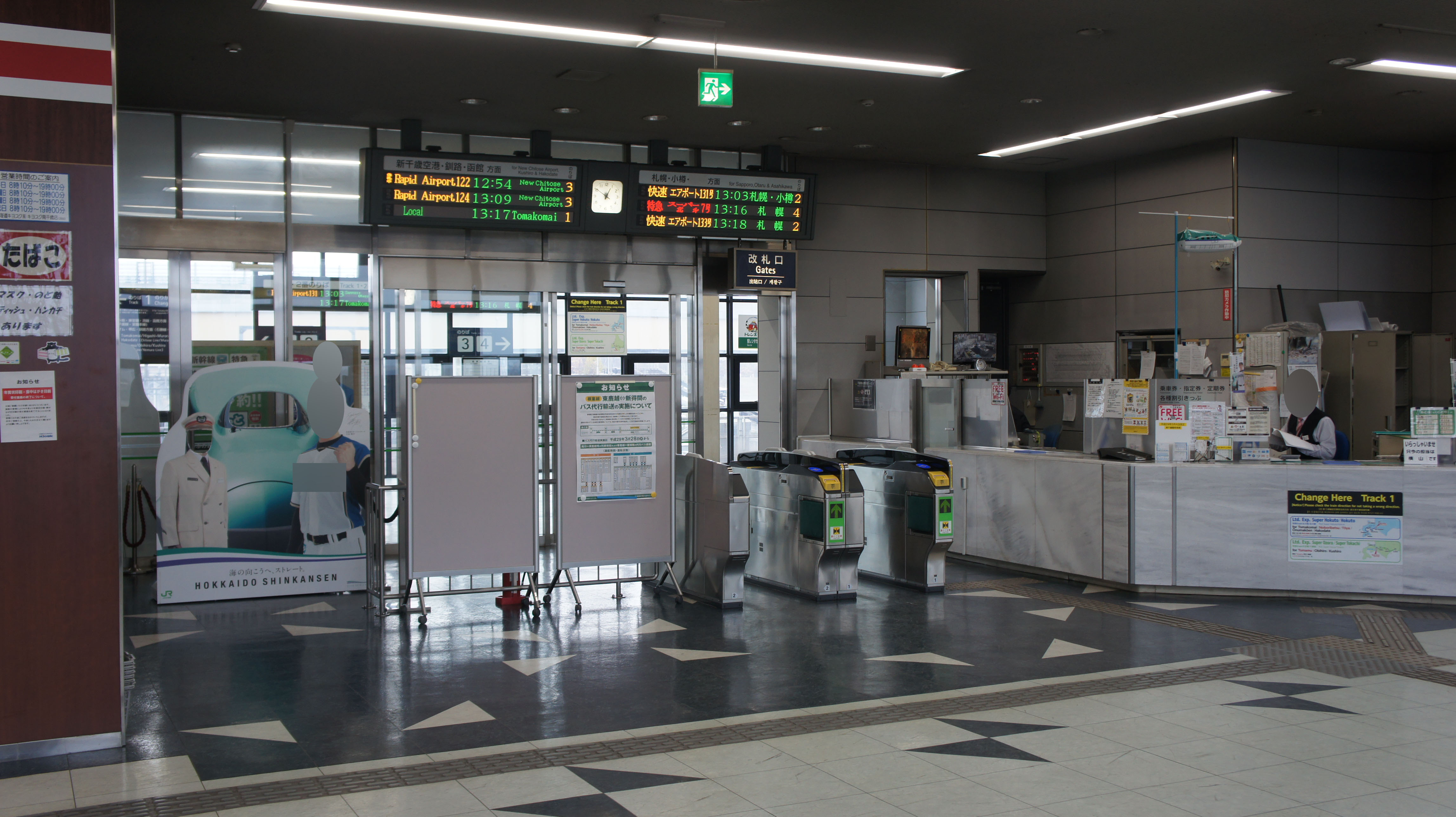
改札口（2017年11月）
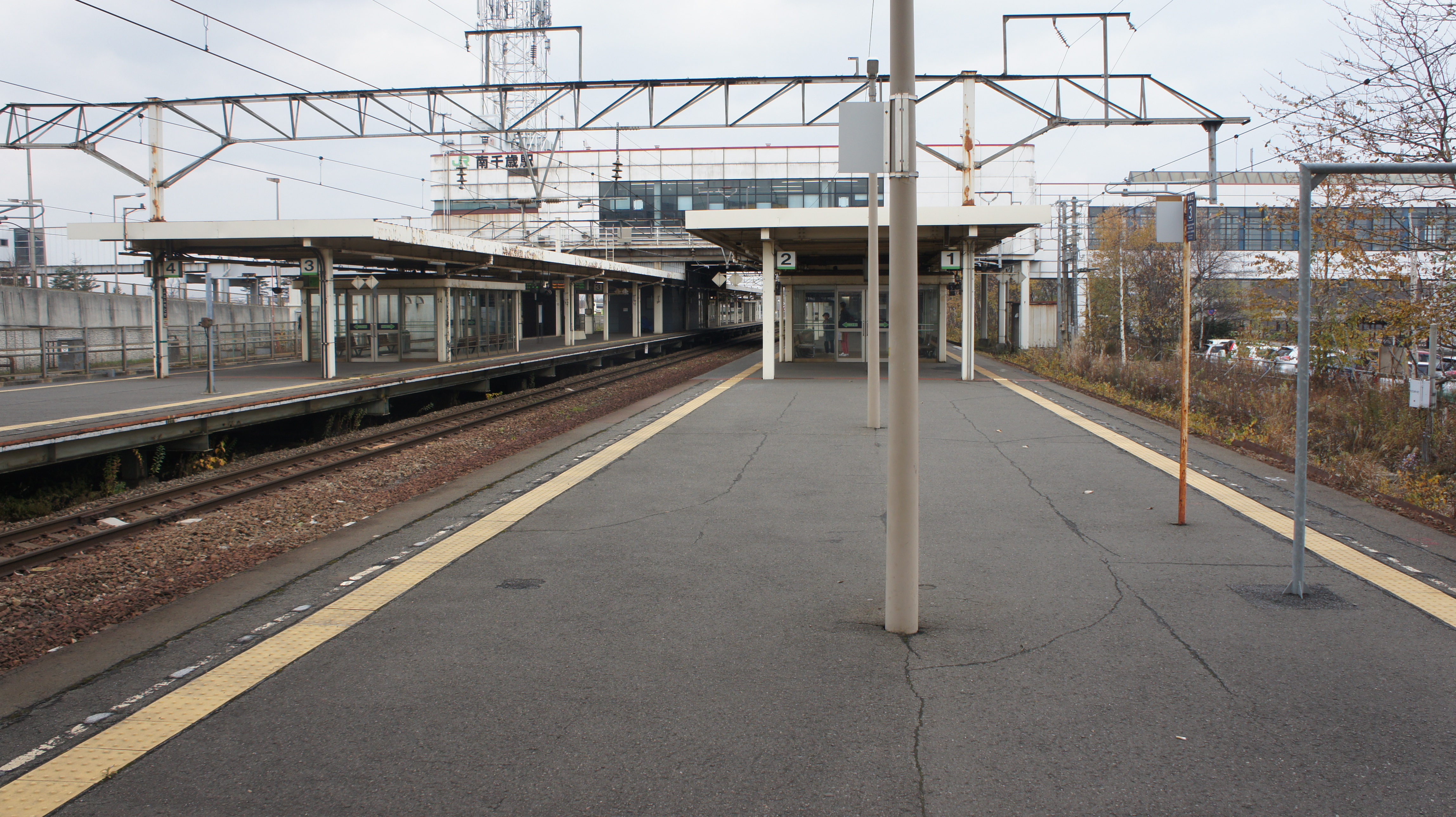
ホーム（2017年11月）
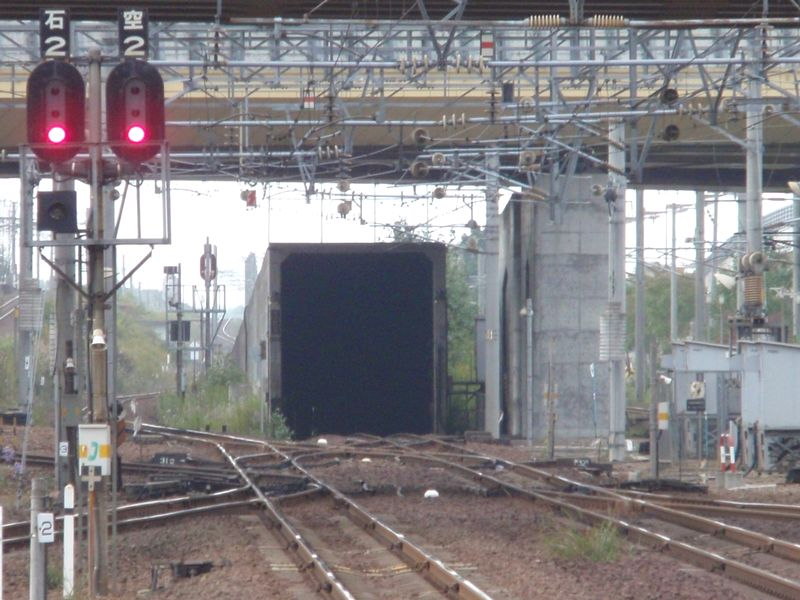
スノーシェルター機能を兼ね備えた新千歳空港駅へのトンネル坑口（2009年9月）
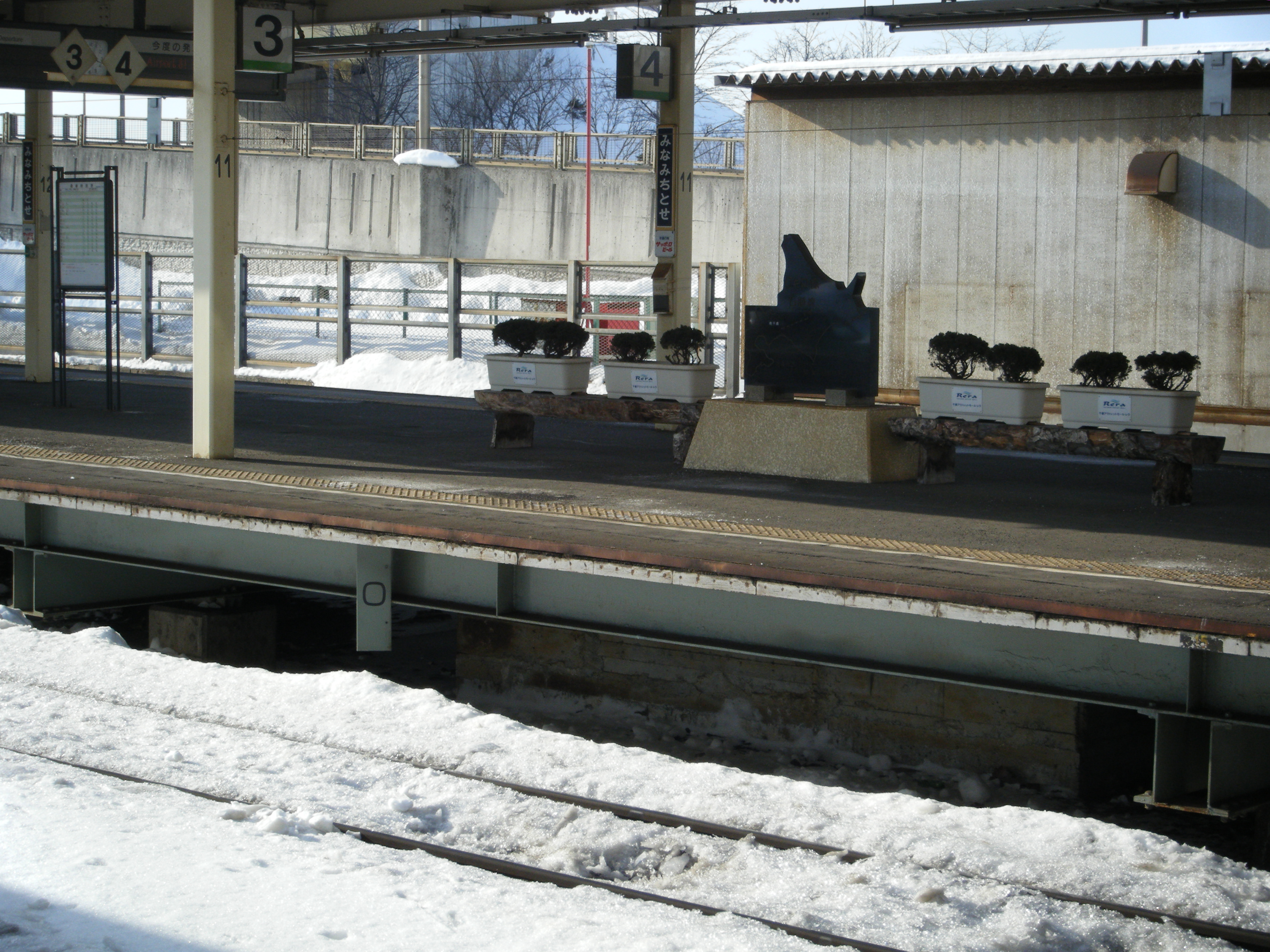
石勝線0キロポスト（2009年2月）
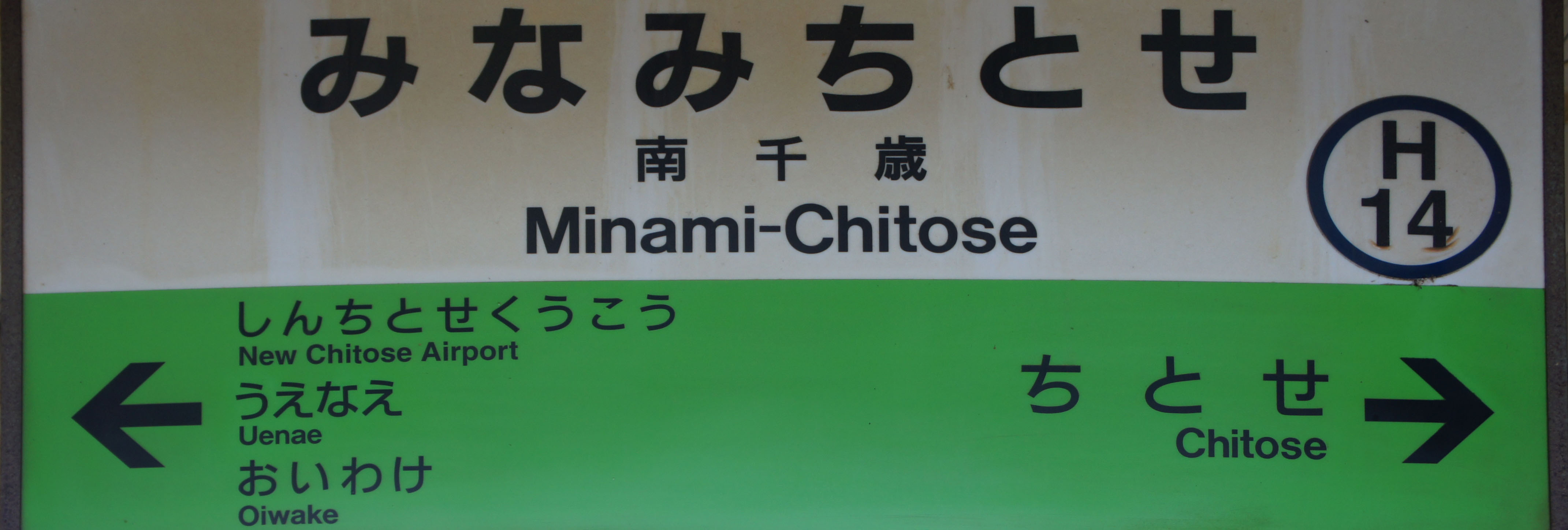
駅名標①（2017年11月）
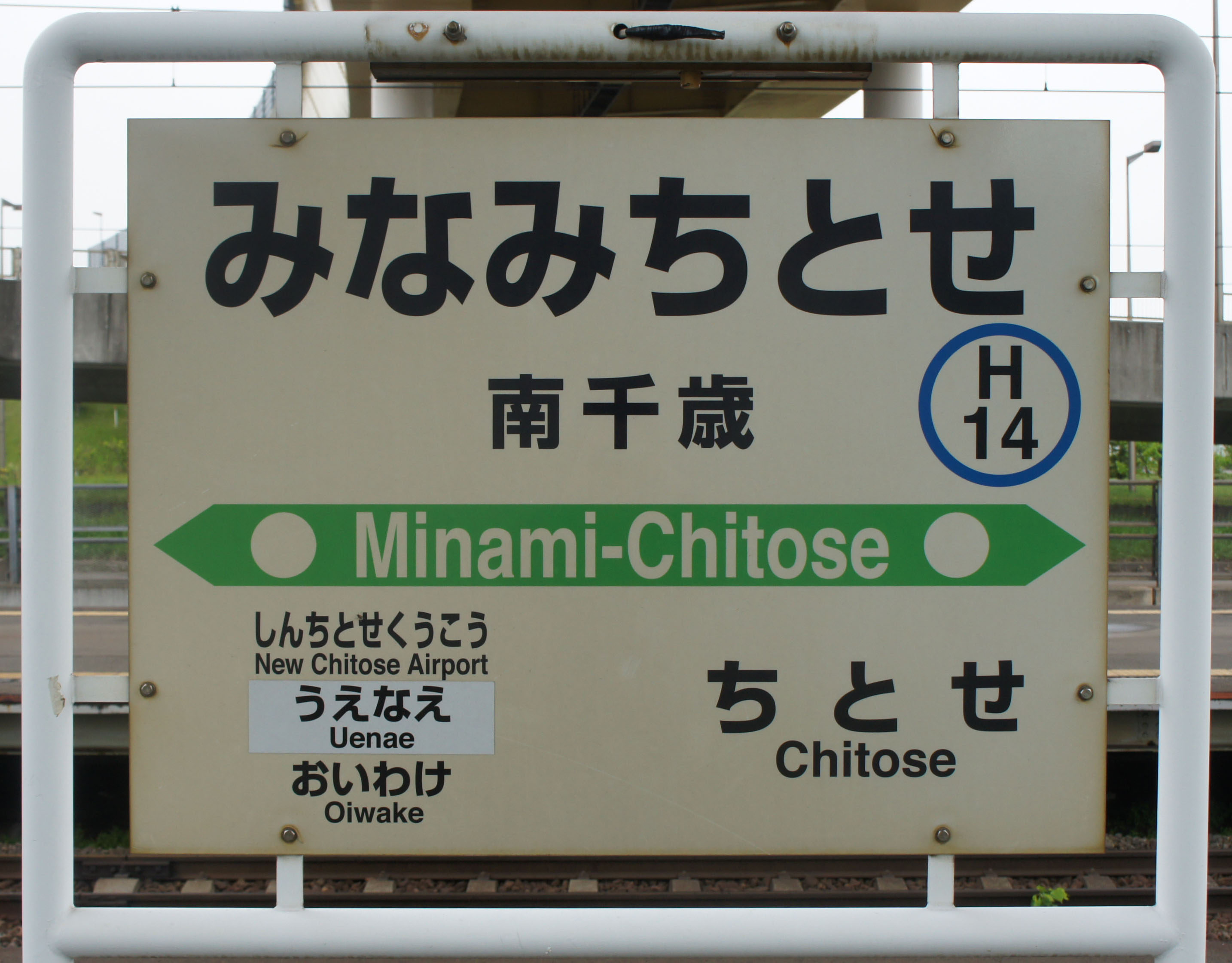
駅名標②（2017年5月）
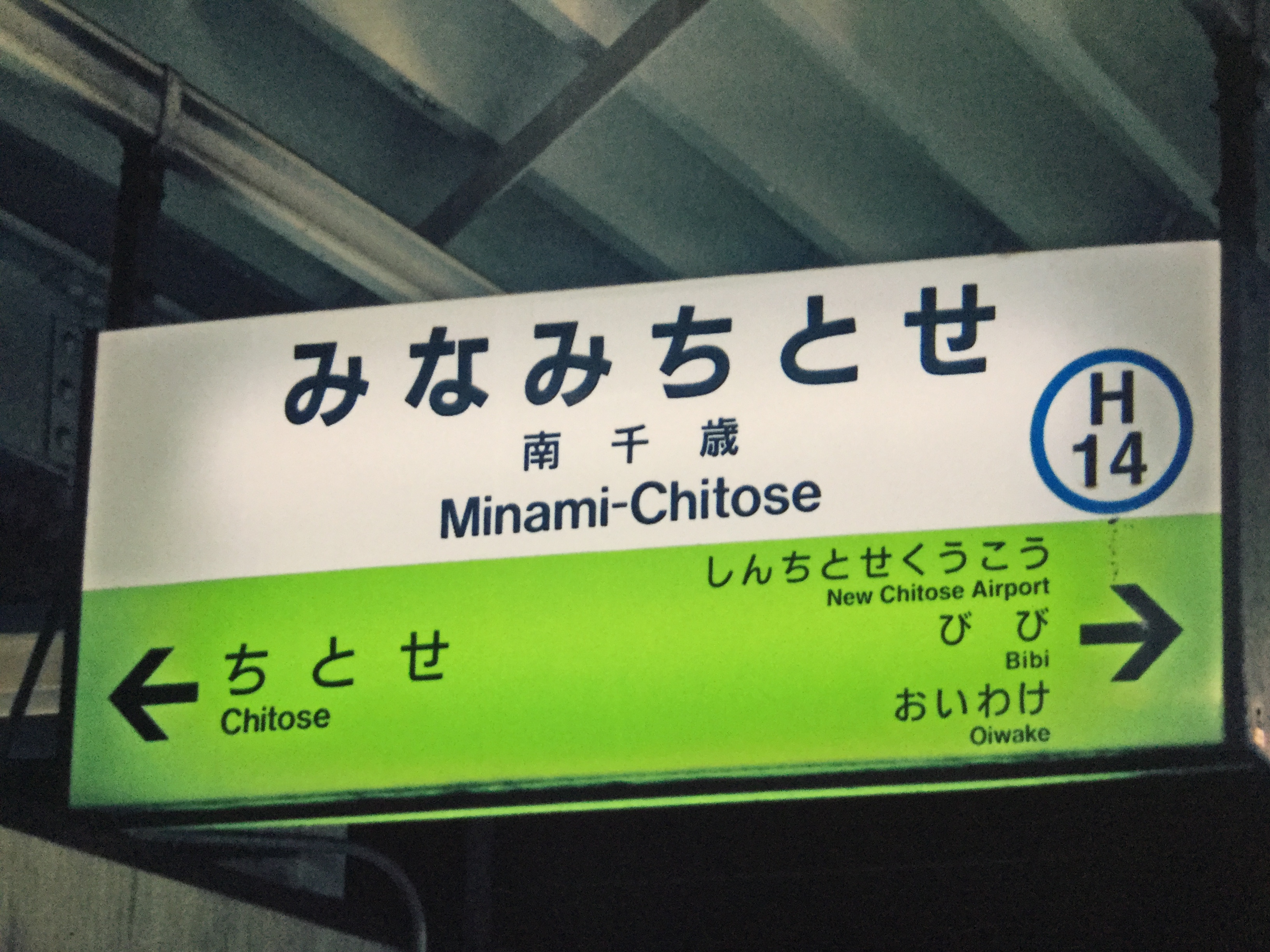
駅名標①（美々駅廃止前）

## 利用状況
「要覧ちとせ」によると、近年の年度別乗車人員の推移は以下の通りである。
| 年度               | 年間乗車人員 （千人） | 1日平均 乗車人員 | 出典   |
| ------------------ | --------------------- | ---------------- | ------ |
| 2011年（平成23年） | 542                   | 1,481            | [ 18 ] |
| 2012年（平成24年） | 533                   | 1,457            | [ 18 ] |
| 2013年（平成25年） | 535                   | 1,467            | [ 18 ] |
| 2014年（平成26年） | 513                   | 1,405            | [ 18 ] |
| 2015年（平成27年） | 511                   | 1,396            | [ 18 ] |
| 2016年（平成28年） | 495                   | 1,352            | [ 18 ] |
| 2017年（平成29年） | 510                   | 1,397            | [ 19 ] |
| 2018年（平成30年） | 557                   | 1,526            | [ 20 ] |
| 2019年（令和元年） | 569                   | 1,559            | [ 21 ] |

## 駅弁
1981年（昭和56年）の石勝線開業直後より、苫小牧駅の駅弁業者であるまるい弁当が1・2番線ホーム上に売店を構えており、同社の「ほっきめし」をはじめとする駅弁を取り扱っている。
主な駅弁は下記の通り。
- 北海道汐彩弁当
- ほっきめし
- サーモン寿司
- えぞずし

## 駅周辺
付近は国道36号、国道337号（道央圏連絡道路）、北海道道130号新千歳空港線が立体交差している交通結節点。駅前には工業団地として造成した千歳オフィス・アルカディアがあり、千歳アルカディア・プラザや千歳アウトレットモール・レラが立地している。また、千歳美々ワールド、公立千歳科学技術大学の最寄駅であり、大学へのシャトルバスが運行している。

## バス路線
2025年（令和7年）4月1日現在。
国道36号沿い
- 北海道中央バス
  - 新千歳空港連絡バス
    - 札幌市内各方面・小樽市内方面

  - 千歳営業所
    - 空4・空5・空6：支笏湖行、新星行、本町2丁目行
    - 空1・空2・空3・空4・空5・空6：新千歳空港行
- 千歳相互観光バス・道南バス
  - 16：長都駅東口行、新千歳空港行
- あつまバス
  - 千歳駅前行、厚真行
- 北都交通
  - 新千歳空港連絡バス：札幌市内各方面
  - 湯ったりライナー：定山渓温泉行

北口交通広場
- 北都交通
  - とかちミルキーライナー：帯広駅・十勝川温泉行（帯運観光と共同運行）
  - たいせつライナー：旭川駅前行（旭川電気軌道と共同運行）
- 道南バス
  - 苫小牧東港周文フェリーターミナル行

## 隣の駅
北海道旅客鉄道（JR北海道）
■千歳線（本線）
植苗駅 (H16) - （美々信号場） - 南千歳駅 (H14) - 千歳駅 (H13)
■千歳線（空港支線）
新千歳空港駅 (AP15) - 南千歳駅 (H14) - （本線千歳方面直通）
■石勝線（千歳駅 - 当駅間は千歳線乗り入れ）
千歳駅 (H13) - 南千歳駅 (H14) - （駒里信号場） - （西早来信号場） - 追分駅 (K15)